# Tutcheria
Tutcheria é um género botânico pertencente à família Theaceae.
1. ↑  «Tutcheria — World Flora Online». www.worldfloraonline.org. Consultado em 19 de agosto de 2020